# Ném biên (bóng đá)

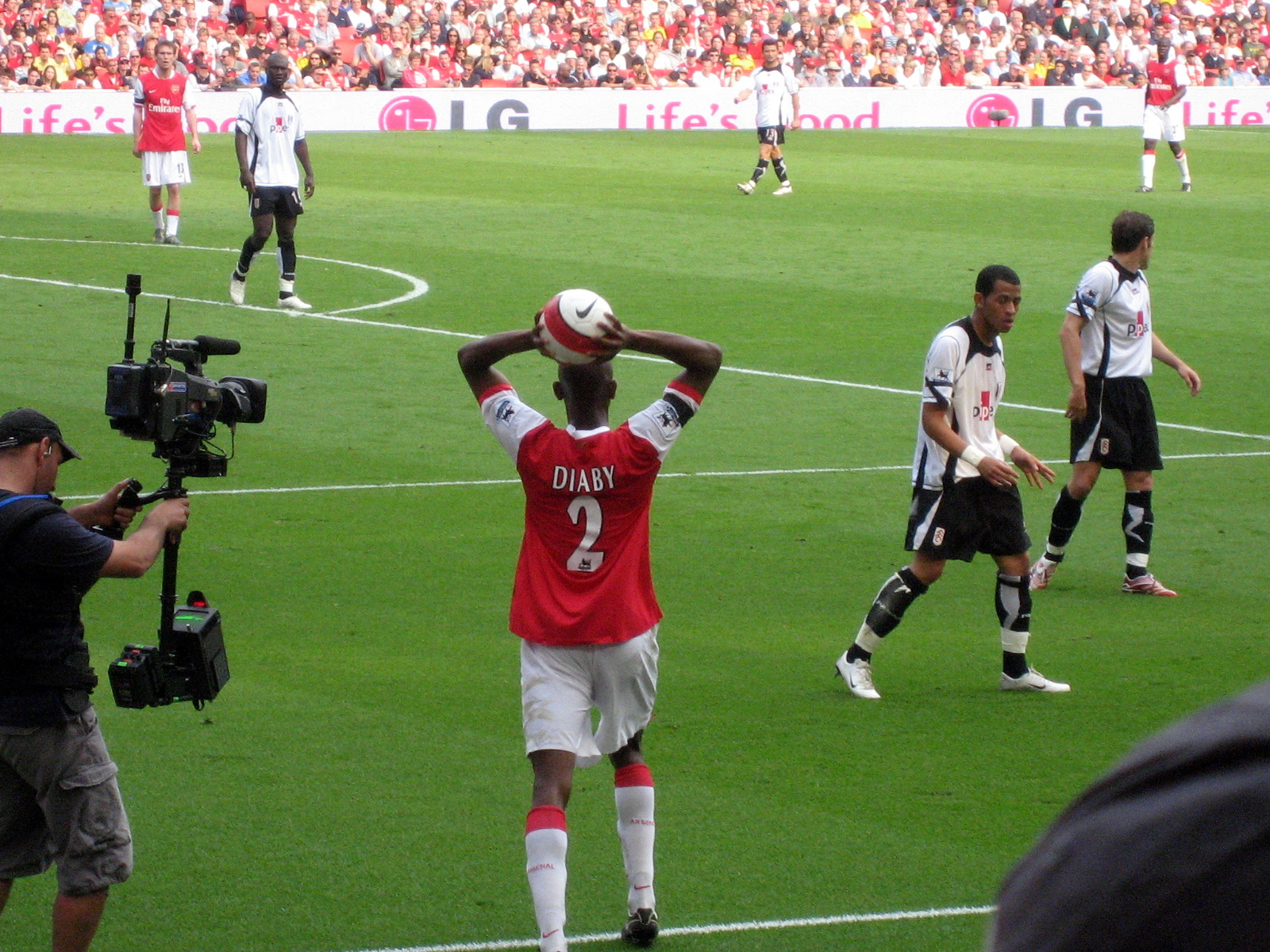
Một cầu thủ thực hiện cú ném biên.

Ném biên từ đường biên dọc là hình thức bắt đầu lại trận đấu khi bóng bị bay ra khỏi đường biên dọc ở hai bên sân, người chạm bóng cuối cùng là cầu thủ đội bất kỳ. Đội còn lại sẽ được ném biên từ đường biên dọc (điểm bóng dừng lại ngoài sân).
Một đội được hưởng quả ném biên khi:
- toàn bộ trái bóng, sau khi chạm vào một cầu thủ của đội bất kỳ, ra khỏi đường biên dọc phía bên trái hoặc bên phải sân, trên mặt đất hay trong không gian.

Từ quả ném biên, bàn thắng chỉ được công nhận là hợp lệ khi tiếp xúc chân ít nhất một cầu thủ khác.

## Quy định
- Quay mặt vào trong sân.

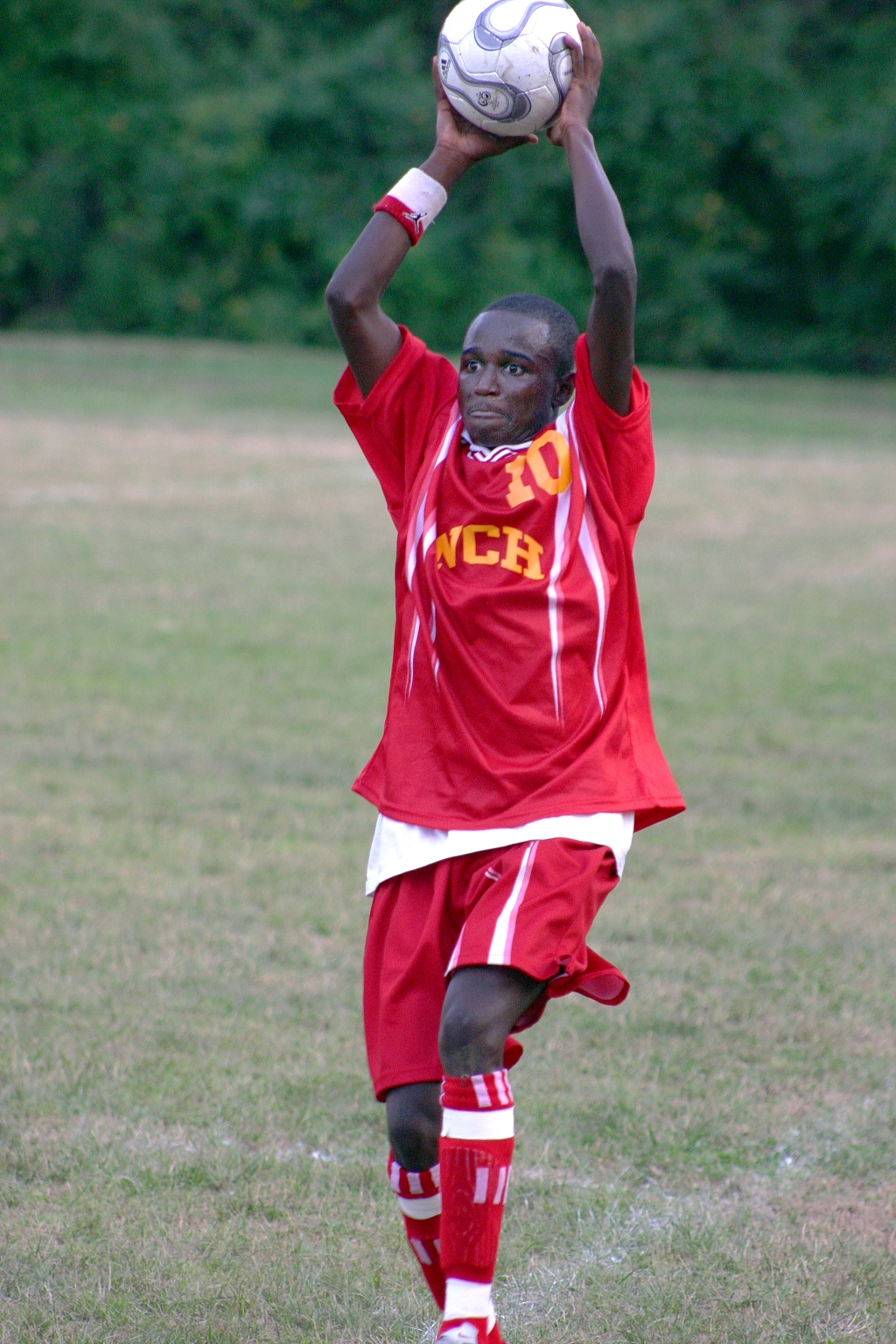
Một cầu thủ thực hiện quả ném biên

- Có thể dẫm một phần chân lên biên dọc hoặc đứng hẳn ra ngoài đường biên dọc.
- Dùng lực đều cả hai tay.
- Ném bóng từ phía sau, liên tục, qua đầu. Cầu thủ ném biên không được chạm bóng lần nữa nếu bóng chưa chạm một cầu thủ khác. Bóng trong cuộc ngay sau khi vào trong sân.
- Cầu thủ phải cách người ném biên 2m.

## Xử lý các lỗi vi phạm
- Cầu thủ thực hiện quả ném biên có thể là một cầu thủ bất kì trên sân (bao gồm cả thủ môn, không tính nếu cầu dự bị ném thay cho cầu thủ đá chính hoặc huấn luyện viên).
  - Nếu sau khi bóng vào cuộc, cầu thủ ném biên lại chạm bóng lần thứ 2 (bao gồm cả tay hoặc chân) trước khi bóng chạm một cầu thủ khác thì cầu thủ đó bị phạt quả phạt gián tiếp do đội đối phương được hưởng tại nơi phạm lỗi.
  - Nếu cầu thủ sau khi ném bóng vào cuộc lại cố tình dùng tay chơi bóng trước khi bóng chạm một cầu thủ khác:
    - Phạt quả phạt trực tiếp cho đội đối phương được hưởng tại nơi phạm lỗi.
    - Quả phạt đền nếu vị trí phạm lỗi ở trong khu cấm địa của đội phạm lỗi.
- Nếu cầu thủ sau khi ném bóng vào cuộc lại chạm bóng lần thứ 2 (không phải bằng tay), trước khi bóng chạm một cầu thủ khác: Phạt quả phạt gián tiếp cho đội đối phương được hưởng tại vị trí phạm lỗi.
- Nếu cầu thủ sau khi ném bóng vào cuộc lại cố tình dùng tay chơi bóng lần nữa trước khi bóng chạm một cầu thủ khác:
  - Vị trí phạm lỗi ở ngoài khu phạt đền sẽ phạt quả phạt trực tiếp cho đội đối phương được hưởng tại nơi phạm lỗi.
  - Vị trí phạm lỗi ở trong khu phạt đền sẽ phạt quả phạt gián tiếp cho đội đối phương được hưởng tại vị trí phạm lỗi.
- Nếu đối phương có hành vi khiếm nhã hoặc ngăn cản cầu thủ ném biên thì cầu thủ đó bị coi là có hành vi khiếm nhã và sẽ nhận thẻ vàng.
- Đối với những vi phạm khác: Quyền ném biên được chuyển cho đội đối phương.
- Ném biên được kèm đối thủ.

## Kĩ thuật ném biên
Có 2 kĩ thuật ném biên là đứng tại chỗ ném biên và chạy lấy đà ném biên.

### Đứng tại chỗ ném biên
Mặt đối diện với hướng bóng đi, hai chân đứng chân trước chân sau hoặc đứng mở ra. Khớp gối hơi gập lại, phần thân trên ngửa ra sau thành hình cánh cung ngược, hai tay mở tự nhiên, hai ngón tay cái đối diện nhau bàn tay cầm ở phần sau của bóng, co khuỷu tay đưa bóng ra phía sau đầu. Khi ném bóng, chân sau hoặc cả hai chân đạp mạnh xuống đất, hai gối duỗi thẳng nhanh chóng di chuyển cơ thể, hai tay cầm bóng vung từ sau ra trước, khi bóng đã đưa qua đầu, dùng lực vút của cổ tay ném bóng vào trong sân. Khi ném bóng, chân sau có thể kéo lướt thẳng trên mặt đất, nhưng tuyệt đối hai chân đều không được rời khỏi mặt đất.

### Chạy lấy đà ném biên
Chạy, hai tay cầm bóng ở trước ngực, đến bước đà cuối cùng đưa bóng ra phía sau đầu, đồng thời ngửa phần thân trên về phía sau tạo thành hình cánh cung ngược và thực hiện động tác ném bóng tương tự như động tác ném bóng tại chỗ. Chạy lấy đà ném biên là nhờ vào tốc độ chạy đà để ném bóng được xa hơn, nhằm tăng thêm uy lực tấn công. Khi ném biên, mặt phải hướng về hướng bóng đi, hai tay đưa bóng ra phía sau đầu, động tác ném bóng phải liên tục, hai tay dùng lực đều nhau, hai chân không được rời khỏi mặt đất. Chú ý khi ném biên, hai chân phải đứng ở bên ngoài hoặc trên đường biên dọc.

## Chiến thuật ném biên

### Chiến thuật tấn công khi ném biên
Trong thi đấu, cả hai bên đều có rất nhiều cơ hội để thực hiện các quả ném biên. Ngày nay, ném biên không chỉ đơn thuần là việc đưa bóng vào cuộc, mà nó còn là cơ hội để tổ chức tấn công, đặc biệt là khi được hưởng quả ném biên ở gần đường biên ngang trên sân đối phương thì sự uy hiếp lại càng tăng thêm. Khi đồng đội thực hiện quả ném biên, các cầu thủ khác phải tích cực làm tường cho đồng đội, chạy chỗ, cắt đuôi, lôi kéo đối phương tiếp ứng, hỗ trợ đồng đội,... để tạo ra các khoảng trống thuận tiện cho việc nhận bóng.

### Chiến thuật phòng thủ khi đối phương ném biên
Khi đối phương ném biên, các cầu thủ của đội phòng thủ phải tiến hành kèm chặt các cầu thủ tấn công ở gần bóng của đối phương. Khi kèm người các cầu thủ phòng ngự phải đứng đúng vị trí, tránh để bị đối phương cắt đuôi và phải chú ý hỗ trợ, bọc lót cho nhau.